# New Johnsonville
New Johnsonville è un comune degli Stati Uniti d'America, situato nello Stato del Tennessee, nella Contea di Humphreys.